# Joseph Frankforter
Joseph David Frankforter (né en 1938 au Caire) est un rabbin français, d'abord à Lyon puis à Paris, qui est un éducateur et également responsable de sa propre ligne de produits cacher.

## Éléments biographiques
Joseph Frankforter est né au Caire en Égypte, en 1938, dans une famille juive orthodoxe ashkénaze, hassidique.
Il étudie au Séminaire israélite de France (SIF) dont il sort diplômé rabbin. Il étudie également à la yechiva d'Aix-les-Bains et auprès du Rav Yankelé (Leïsser) et Rav Itsikalé.
Il suit également une formation universitaire scientifique qui fait de lui un chimiste.
Il épouse Simone Calitchi, la fille aînée du docteur Calitchi, médecin parisien d'origine roumaine. il est le beau-frère de l'historien Lazare Landau de Strasbourg.
Le rabbin J.D. Frankforter enseigne le Talmud à l'École Yabné dans le 5e arrondissement de Paris.
Il devient rabbin à Lyon avant de revenir à Paris en 1971, comme rabbin de la synagogue Adas Yereim, aussi appelée « synagogue de la rue Cadet » ou encore « communauté israélite de la Stricte Observance », synagogue longtemps associée au rabbin Élie Munk. Ainsi, la formation du rabbin Frankforter est-elle un produit à la fois du consistoire (séminaire israélite de France) et de l'école indépendante (yechiva d'Aix-les-Bains).
La communauté de la rue Cadet qu'il dirige est de rite ashkenaze alsacien-allemand. Le rabbin Joseph Frankforter est de tradition hassidique et porte le shtreimel.
À la tête de la Communauté de la rue Cadet, le rabbin Claude Lemmel lui succède.
Le rabbin Joseph Frankforter crée son propre shtiebel (local utilisé pour la prière et l'étude pour les hassidim) et fonde aussi une yechiva (centre d'études juives).
Il utilise ses compétences scientifiques pour offrir aux communautés orthodoxes de France des produits strictement casher, conformes aux prescriptions de la Halakha (législation juive), depuis l’élaboration jusqu’au produit fini, sous le label « Adath Yerim » ou « AY ».
Il représente un des éléments importants de la communauté juive haredie française, avec Igoud H'aredi sise dans le XIXe arrondissement de Paris.